# Журналист (чиновник)
Журналист — в Российской империи чиновник, в обязанности которого входило ведение журнала, в котором отражались какие-либо факты и события, связанные с предметом деятельности соответствующего ведомства.
Так, в канцелярии охранного или сыскного отдела (отделения) Департамента полиции Российской империи журналист ведал составлением журнала обо всех происшествиях, всеподданнейших о них записок и ежедневных рапортов о состоянии города (ныне оперативных сводок). Должность учреждена в 1867 году по предложению Ф. Ф. Трепова в Санкт-Петербурге при организации сыскной полиции. Затем была введена во всех крупных городах империи: Москве, Риге, Тифлисе, Ростове-на-Дону и других. Должность занимал сотрудник полиции, как правило, в офицерском чине (штабс-капитан в Санкт-Петербургском сыскном отделении), хотя в ряде случаев — способный к составлению деловых бумаг полицейский нижних чинов. Совмещалась с должностью архивариуса (заведующего архивом). Упразднена вместе с Департаментом полиции в 1917 г.

Должность журналиста в Московском охранном отделении одно время занимал известный в последующем разоблачитель агентов царского сыска Л. П. Меньщиков.